# Grand Capelet
Le Grand Capelet est un sommet du massif du Mercantour-Argentera culminant à 2 935 mètres d'altitude sur la ligne de partage des eaux, entre les vallées de la Gordolasque et de la Roya. Il est situé à la frontière des territoires des communes de Belvédère et de Tende, dans le département des Alpes-Maritimes, en France.

## Toponymie
La racine indo-européenne kap, signifie « tête ». Elle est latinisée en « caput », et par métaphore « capelet » (« petit chapeau ») fait ici référence à une cime accrochant les nuages.

## Géographie
Le Grand Capelet est le sommet le plus élevé du chaînon qui sépare la Gordolasque de la Roya. Il se situe à l'ouest du mont Bégo. Au nord, à proximité immédiate, se trouve la cime de Muffié. D'un point de vue géologique, ce sommet est constitué de schistes, à l'exception des arêtes nord, qui sont formées d'anatexites. Ce sommet fait partie du parc national du Mercantour.

## Histoire
La première ascension a été effectuée par J. Proust, en 1885, par le versant sud-est. La première ascension hivernale a été réalisée par Victor de Cessole, Variot, M. Fassi et J. Plent, le 27 février 1908, par l'arête est du versant est.

## Accès
L'itinéraire démarre du refuge des Merveilles et suit d'abord la direction du pas de l'Arpette, puis bifurque vers le sommet nord du Caïre des Conques, avant de redescendre vers le pas des Conques. On gravit ensuite la pente d'éboulis jusqu'au sommet du Grand Capelet.